# Interferenca RNA
Interferenca RNA ali RNA-interferenca (RNAi; angleško RNA interference) je biološki postopek, pri katerem se z molekulami RNA nevtralizirajo ciljne molekule mRNA in s tem zavira izražanje genov (gensko prevajanje – translacija). V literaturi so se za ta koncept uporabljali še drugi izrazi, vključno z izrazi kosupresija (c-suppression), posttranskripcijsko utišanje genov (PIGS – post-transcriptional gene silencing) in quelling. Podroben opis je pokazal, da gre dejansko v vseh primerih za RNAi. Raziskovalca Andrew Fire in Craig C. Mello sta si leta 2006 delila Nobelovo nagrado za fiziologijo ali medicino za delo na interferenci RNA v glisti vrste Caenorhabditis elegans, ki sta ga objavila leta 1998. Po odkritju RNAi in njenega regulacijskega potenciala je postalo jasno, da ima RNAi izjemen potencial za supresijo (utišanje) izbranih genov. RNAi je zdaj znana kot natančna, učinkovita in stabilna tehnika za supresijo genov, ki presega protismiselno tehniko.
Za interferenco RNA sta ključni dve vrsti majhnih molekul ribonukleinske kisline (RNA)  – mikroRNA (miRNA) in mala interferenčna RNA (siRNA). Molekule RNA so neposredni produkti genov, ki lahko usmerjajo encimske komplekse v razgradnjo molekul informacijske RNA (mRNA) ter tako z zmanjšanjem aktivnosti molekul mRNA preprečujejo translacijo, kar imenujemo posttranskripcijsko utišanje genov. Druga možnost je predtranskripcijsko utišanje genov, pri čemer encimski kompleks neposredno zavira izražanje genov tako, da katalizira metilacijo DNA na mestih, ki so komplementarna s kompleksom povezani siRNA ali miRNA. Interferenca RNA ima pomembno vlogo pri obrambi celic pred parazitskimi zaporedji nukleotidov – virusi in transpozoni. Vpliva tudi na razvoj organizmov.
Pot RNAi je prisotna pri številnih evkariontih, tudi pri živalih, sproži pa jo encim Dicer, ki razcepi dolge molekule dvojnoverižne RNA (dsRNA) v kratke dvojnoverižne fragmente siRNA s približno 21 nukleotidi. Vsaka molekula siRNA se razdvoji v dve enojnoverižni molekuli RNA (ssRNA – single-strand RNA), in sicer potniško verigo (passenger strand) in vodilno verigo (guide strand). Potniška veriga se razgradi, vodilna veriga pa se vključi v kompleks za utišanje, ki je induciran z RNA (RISC – RNA-induced silencing complex). Pri nekaterih organizmih se ta proces kljub sprva omejenim molarnim koncentracijam siRNA sistemsko razširi.
RNAi je dragoceno raziskovalno orodje tako pri delu s celičnimi kulturami kot pri delu z živimi organizmi, saj lahko sintetična dsRNA, uvedena v celice, selektivno in zanesljivo inducira supresijo posameznih proučevanih genov. RNAi se lahko uporabi za izvedbo obsežnih presejanj, pri katerih se sistemsko izključijo vsi geni v celici, kar lahko pripomore k prepoznavi gradnikov, potrebnih za določen celični proces ali dogodek, npr. delitev celice. Ta pot je tudi praktično uporabno orodje v biotehnologiji, medicini in pri proizvodnji insekticidov.